# Câu lạc bộ bóng đá trong nhà Tân Hiệp Hưng
Câu lạc bộ bóng đá trong nhà Tân Hiệp Hưng (Tan Hiep Hung Futsal Club) là một câu lạc bộ bóng đá trong nhà tại Việt Nam. Họ thi đấu tại giải bóng đá trong nhà Vô địch Quốc gia. Câu lạc bộ được thành lập năm 2008.

## Đội hình
Ghi chú: Quốc kỳ chỉ đội tuyển quốc gia được xác định rõ trong điều lệ tư cách FIFA. Các cầu thủ có thể giữ hơn một quốc tịch ngoài FIFA.
| Số | VT | Quốc gia | Cầu thủ               |
| -- | -- | -------- | --------------------- |
| 1  | TM | Việt Nam | Huỳnh Văn Lê Hậu      |
| 3  | HV | Việt Nam | Trương Quốc Dũng      |
| 6  | HV | Việt Nam | Nguyễn Phước Quý Sang |
| 7  | TV | Việt Nam | Trần Quang Vinh       |
| 8  | TĐ | Việt Nam | Huỳnh Quốc Tâm        |
| 9  | TĐ | Việt Nam | Nguyễn Đắc Huy        |
| 12 | TV | Việt Nam | Trần Thái Huy         |
| 14 | TĐ | Việt Nam | Đặng Anh Tài          |

| Số | VT | Quốc gia | Cầu thủ             |
| -- | -- | -------- | ------------------- |
| 17 | HV | Việt Nam | Trần Minh Hoàng     |
| 18 | TV | Việt Nam | Nguyễn Trọng Sơn    |
| 20 | HV | Việt Nam | Lê Tuấn Kiệt        |
| 22 | TV | Việt Nam | Nguyễn Thanh Phương |
| 24 | HV | Việt Nam | Trần Ngọc Minh Khoa |
| 25 | TM | Việt Nam | Ngô Đình Thuận      |
| 27 | TV | Việt Nam | Hoàng Mạnh Cường    |